# Ilhas do Estreito de Torres

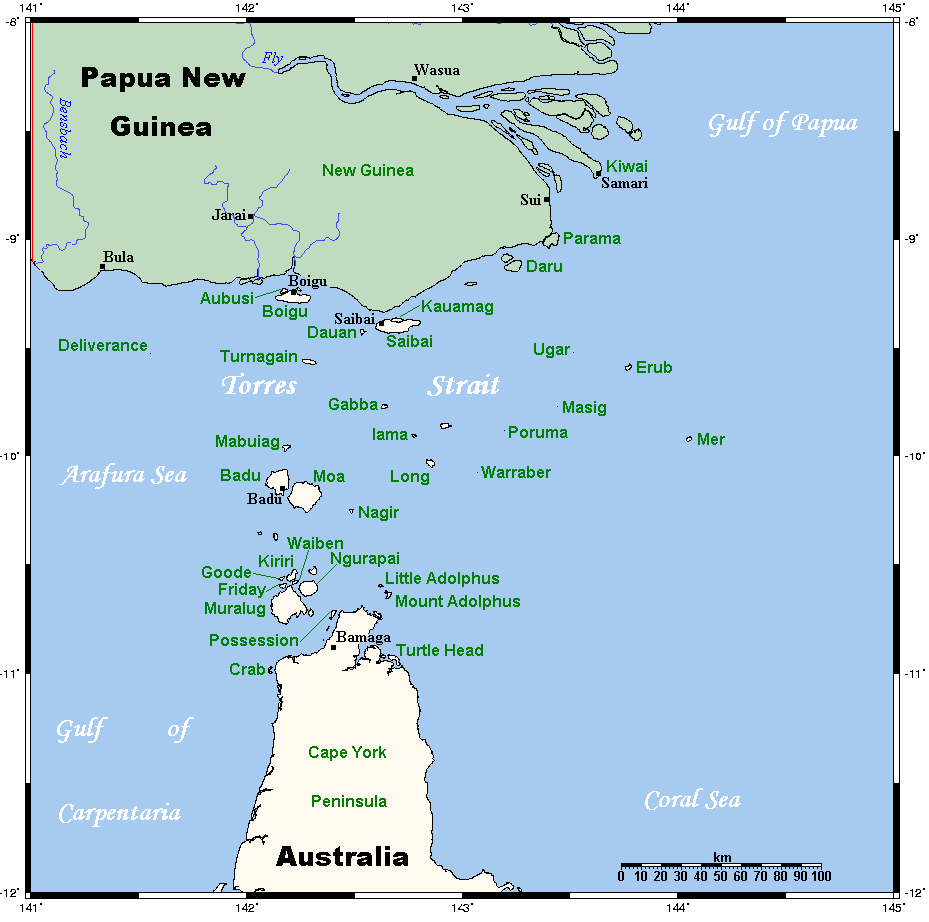
Ilhas do estreito de Torres

As  Ilhas do Estreito de Torres  são um grupo de mais de 100 ilhas localizadas no estreito de Torres, entre a Austrália e a Nova Guiné, e consideram-se parte da Melanésia.
As ilhas são parte do estado de Queensland e têm o seu centro administrativo na ilha Thursday, que foi o primeiro território da Austrália que o capitão James Cook reclamou para a Grã-Bretanha, em 1770. Os habitantes indígenas destas ilhas são culturalmente mais próximos dos povos da costa da Nova Guiné do que dos aborígenes australianos.
Foi na Ilha Murray, neste arquipélago, que nasceu Eddie Mabo, que levou ao Supremo Tribunal da Austrália o seu caso, a partir do qual se passou a reconhecer aos habitantes indígenas da Austrália o direito à posse da terra que era das suas comunidades antes da chegada dos europeus.
De acordo com o censo de 2001, a população das ilhas do Estreito de Torres era de 8.089 habitantes, entre os quais 6.214 eram ou “indígenas das ilhas do Estreito de Torres” ou aborígenes australianos.
1. ↑  «Torres Strait Islands». Wikipedia (em inglês). 12 de junho de 2020